# Geraldine Ulmar
Annie Geraldine Ulmar (Boston, Massachusetts, Estados Unidos; 23 de junio de 1862 - Mersham, Surrey, Reino Unido; 13 de agosto de 1932) fue una cantante de opera y actriz estadounidense, conocida por sus interpretaciones en papeles de soprano de las óperas de Gilbert y Sullivan con la D'Oyly Carte Opera Company.

## Biografía
Geraldine Ulmar nació el 23 de junio de 1862 en Charlestown, un barrio de Boston, capital del estado de Massachusetts. Comenzó a cantar en conciertos de aficionados cuando era niña.

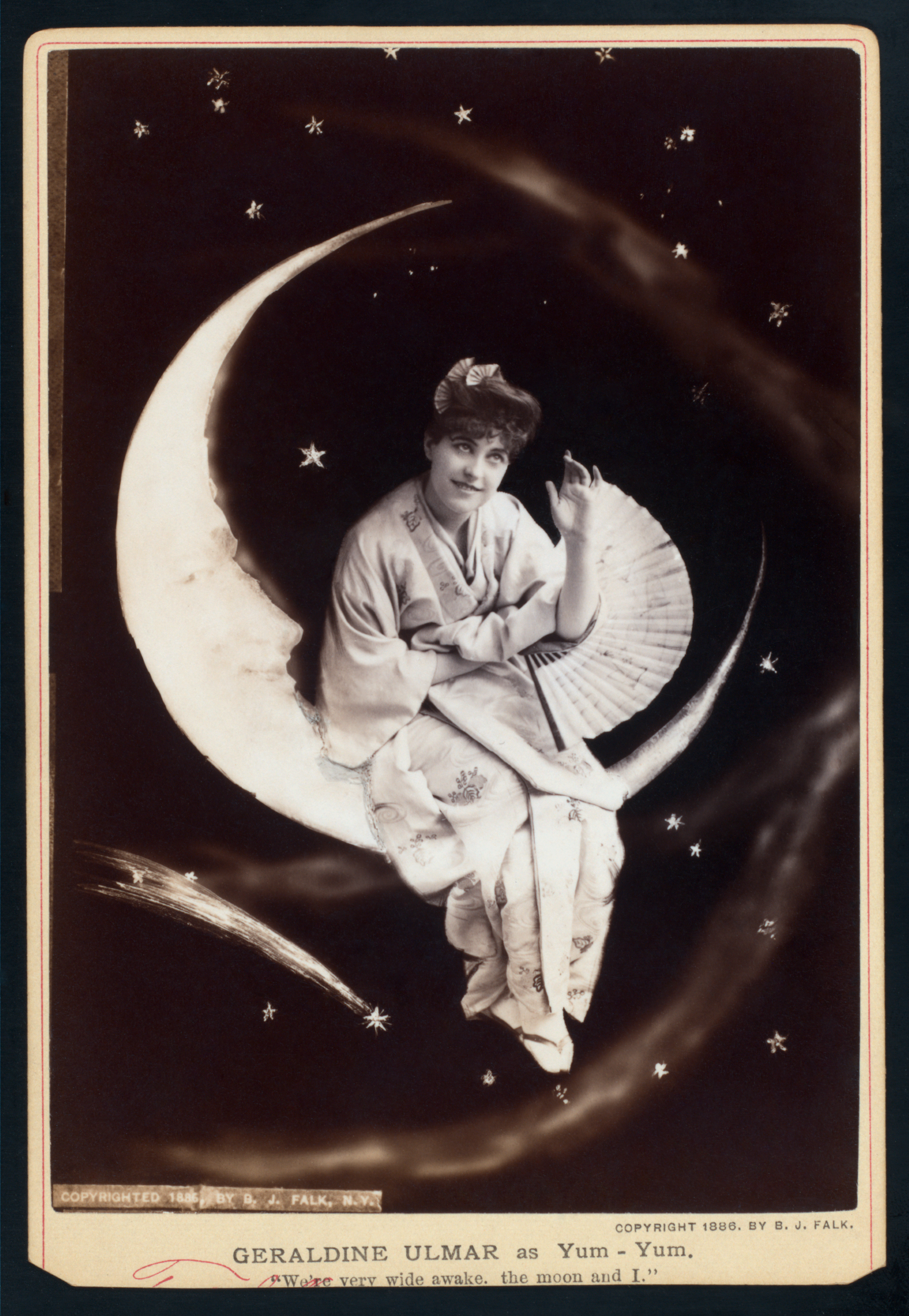
Geraldine Ulmar en el papel de Yum-Yum en la ópera cómica El Mikado de Gilbert y Sullivan.

En 1879, hizo su debut profesional en el papel de Josephine en la opera cómica en dos actos, H.M.S. Pinafore, de Gilbert y Sullivan. A bordo de un barco en un lago en el Oakland Garden de Boston. Pronto se unió a la Boston Ideal Opera Company y permaneció en la compañía como soprano líder durante los siguientes seis años, actuado y cantando en numerosas óperas como Las bodas de Fígaro, The Bohemian Girl, Fra Diavolo, Giralda ou La nouvelle psyché de Adolphe Adam, Les cloches de Corneville, Fatinitza, Giroflé-Girofla, Zar y carpintero y en las óperas de Gilbert y Sullivan.
A continuación, fue contratada para interpretar a Yum-Yum en la primera producción estadounidense de El Mikado de D'Oyly Carte Opera Company, en el Teatro de la Quinta Avenida de Nueva York, de 1885 a 1886, en un elenco que incluía a George Thorne (Ko-Ko), Courtice Pounds (Nanki-Poo) y Fred Billington (Pooh-Bah). Se unió a una gira de la compañía D'Oyly Carte en Inglaterra, cantando Yum-Yum y Josephine durante unos meses, luego interpretó el papel de Yum-Yum en una compañía alemana, antes de regresar a Estados Unidos en el verano de 1886. D'Oyly Carte la liberó para tocar para un gerente estadounidense, John Stetson, a finales de 1886, para quien actuó en producciones aprobadas por Carte en Nueva York tales como Princess Ida (en el papel principal) y El Mikado (como Yum-Yum) y luego en Boston en el papel principal de Patience.
A principios de 1887, Ulmar se reincorporó a la D'Oyly Carte Opera Company en Inglaterra, donde ensayó la nueva ópera de Gilbert y Sullivan, Ruddygore (luego rebautizada como Ruddigore), donde interpretó el papel de Rose Maybud en dos representaciones matinales en el Teatro Savoy y luego regresó a Nueva York para interpretar nuevamente el personaje de Rose en la producción estadounidense. En mayo de 1887, regresó a Londres para interpretar nuevamente a Rose en el Savoy y permaneció allí para interpretar los papeles de soprano en las reposiciones de Pinafore en Londres en 1888, tales como The Pirates of Penzance (Mabel) y El Mikado. The Times escribió en 1887, que: 

[Ella] nace a la manera de la peculiar forma de arte inventada por [Gilbert y Sullivan]. Su voz, aunque no muy poderosa, es bastante capaz de lidiar con los aires de falda corta del compositor, y la dosis ocasional de sentimiento... está bastante a su alcance... El estilo de la señorita Ulmar debe llamarse un poco "prononcé". Sus acentos en la música, su tratamiento del diálogo y, sobre todo, su interpretación, son coloreado un poco más de lo que es totalmente compatible con el tono muy tenue y refinado de la imagen general, que forma una de las características más atractivas del género. Al mismo tiempo, evita cualquier acercamiento a la vulgaridad.

Ulmar interpretó los papeles principales de soprano de Elsie Maynard en The Yeomen of the Guard (1888) y Gianetta en The Gondoliers (1889) antes de dejar la compañía D'Oyly Carte en junio de 1890.

### Últimos años
Permaneció en Londres para interpretar el papel de Marton en La Cigale (1890–1891) de Edmond Audran y FC Burnand, luego apareció como Teresa en The Mountebanks (1892) de W. S. Gilbert y Alfred Cellier y como Guinevere Block en Little Christopher Columbus (1893–1894) . A partir de 1896, realizó una gira donde interpretó el personaje de O Mimosa San en The Geisha con la compañía de gira de George Edwardes. Su último papel en el escenario fue el de Jane Jingle en Ladyland (1904). Después de retirarse de la actuación se dedicó a enseñar canto. Algunos de sus alumnos se hicieron muy conocidos, incluidos Jose Collins y Evelyn Laye.
Durante parte de la década de 1890, estuvo casada con el compositor Iván Caryll. Murió en Mersham en el condado de Surrey (Inglaterra) en 1932, a la edad de 70 años.